# Carnot (quartier de Cannes)
Pour les articles homonymes, voir Carnot.
Carnot est l'un des dix quartiers de la ville de Cannes, ainsi dénommé car il est traversé du nord au sud en son centre par le boulevard du même nom.

## Géographie
Le quartier Carnot est entouré, à l'ouest, par le quartier Riou - Petit Juas - Av. de Grasse délimité par l'avenue du Petit Juas et la toute fin de l'avenue de Grasse, au nord, par la commune du Cannet délimitée par la traverse Sunny Bank, la rue de Liège, le square Carnot et l'avenue de Lyon, à l'est, par le quartier Prado - République délimité par la rue Walter Scott, la rue Lord Byron, l'avenue du Maréchal Galliéni, la rue Reyer, à nouveau la rue du Maréchal Galliéni, et au sud par le quartier du centre-ville, délimité par la place du 18 juin et le boulevard de la Première-Division-française-libre.

## Urbanisme
Traversé par le boulevard Carnot, rectiligne, qui pénètre jusqu'au centre de Cannes depuis Le Cannet au sortir de l'autoroute A8, le quartier est résidentiel et accueille des commerces, des services et des entreprises du secteur tertiaire. Le palais de justice (tribunal d'instance) se trouve au no 19 du boulevard Carnot et le conseil de prud'hommes au no 1 de la rue Philibert-Delorme. On y trouve également quelques hôtels, notamment dans la partie basse du boulevard.

## Éducation
Le Lycée Carnot se trouve au no 90 du boulevard du même nom.

## Protection du patrimoine
Nombre d'édifices (maisons, immeubles, lycée, monuments, etc.) du boulevard Carnot, de la rue du Petit Juas, de l'avenue Maréchal Galliéni, et des rues adjacentes, sont inscrits à l'inventaire général du patrimoine culturel au titre du recensement du patrimoine balnéaire de Cannes.

## Galerie

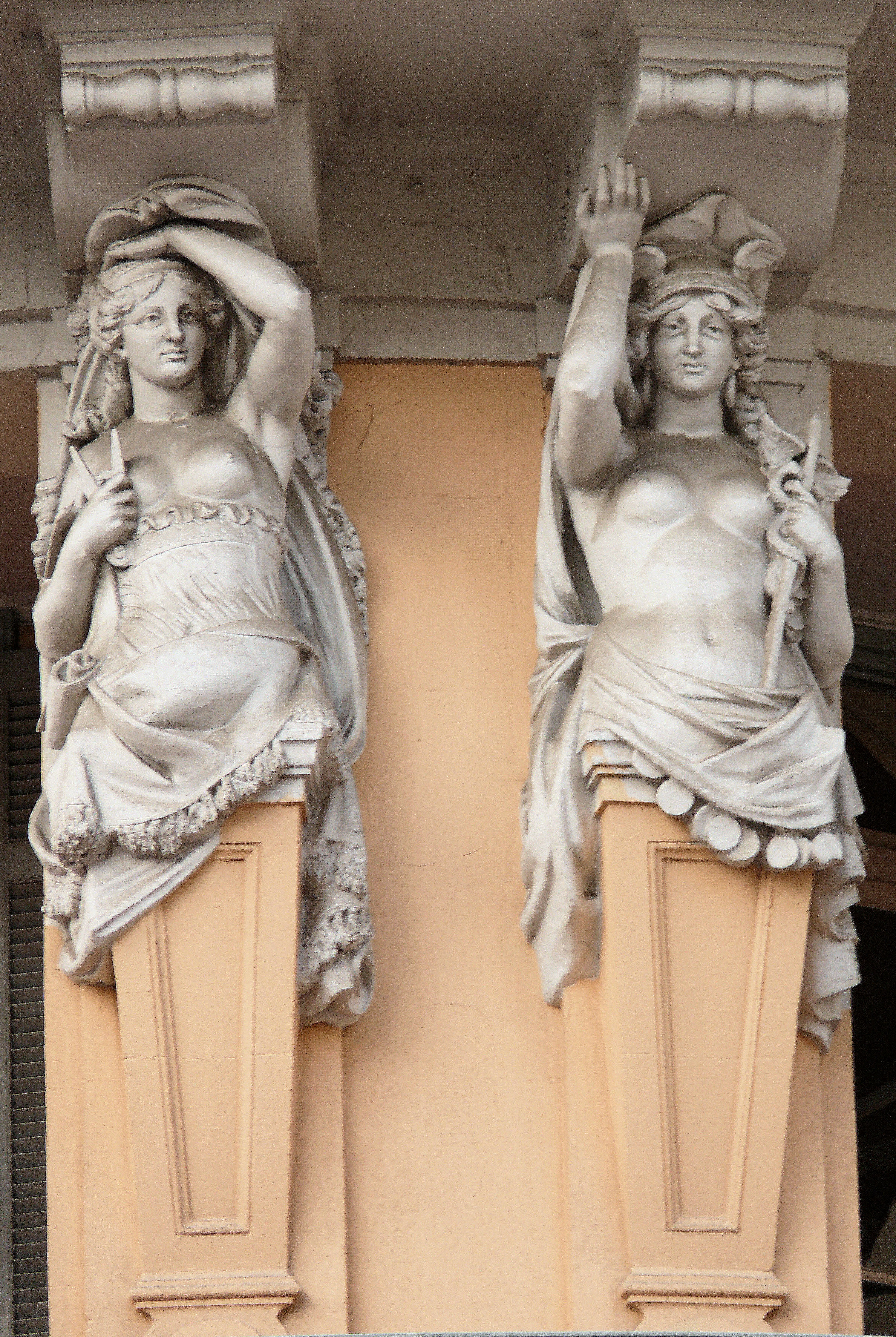
Cariatides de l'immeuble du 12 boulevard Carnot
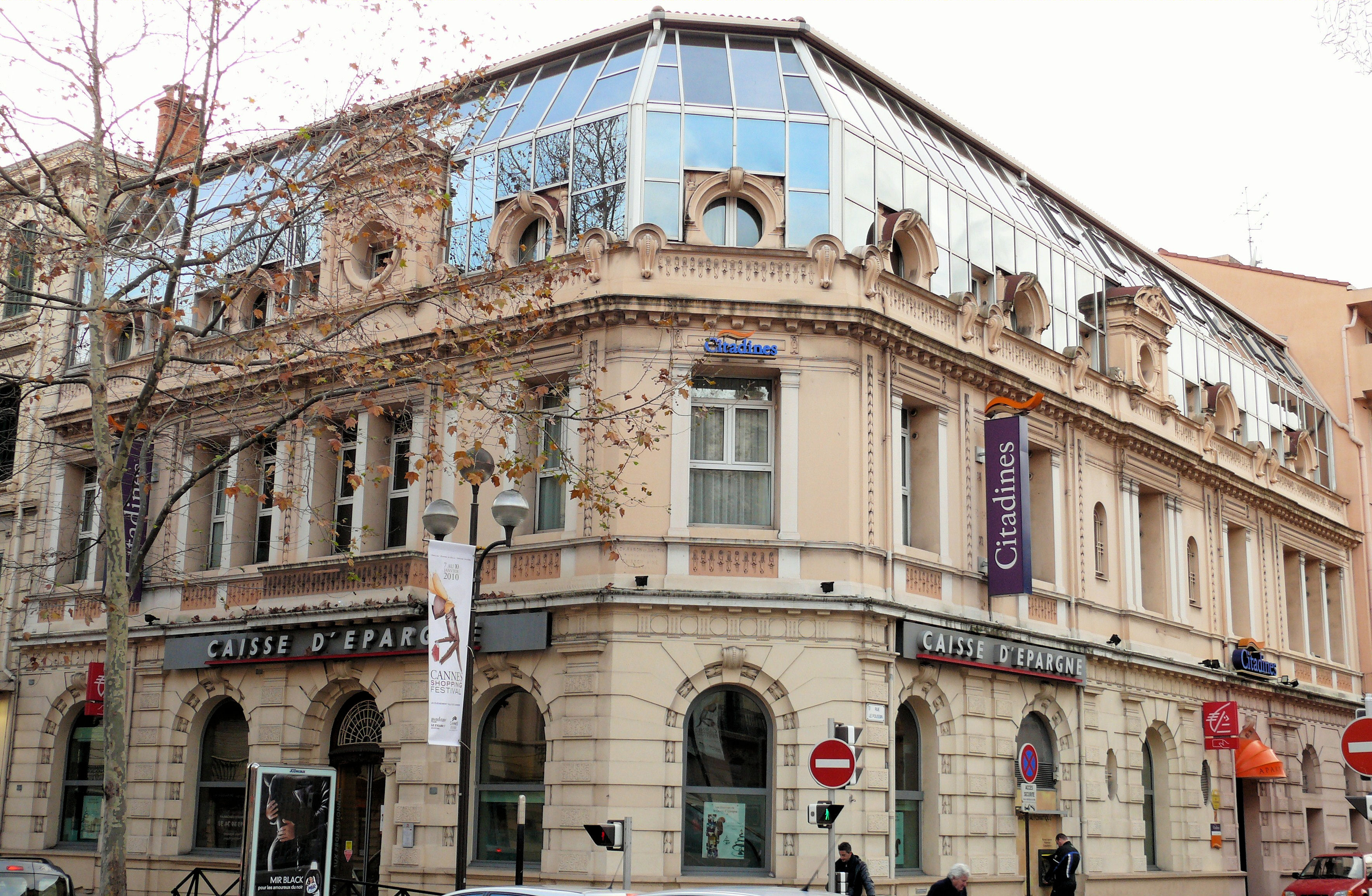
Caisse d'épargne, 17 boulevard Carnot
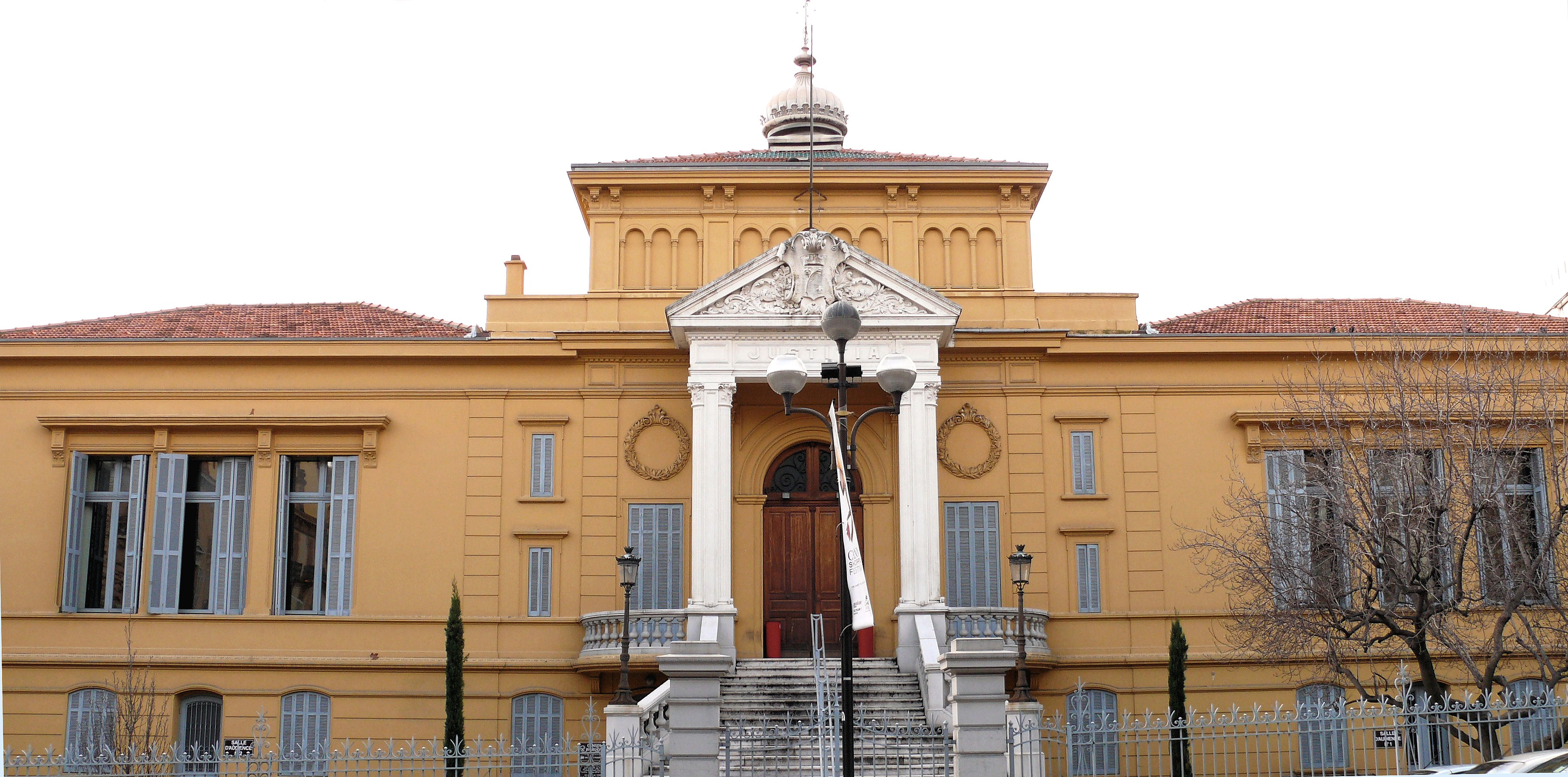
Palais de justice, 19 boulevard Carnot
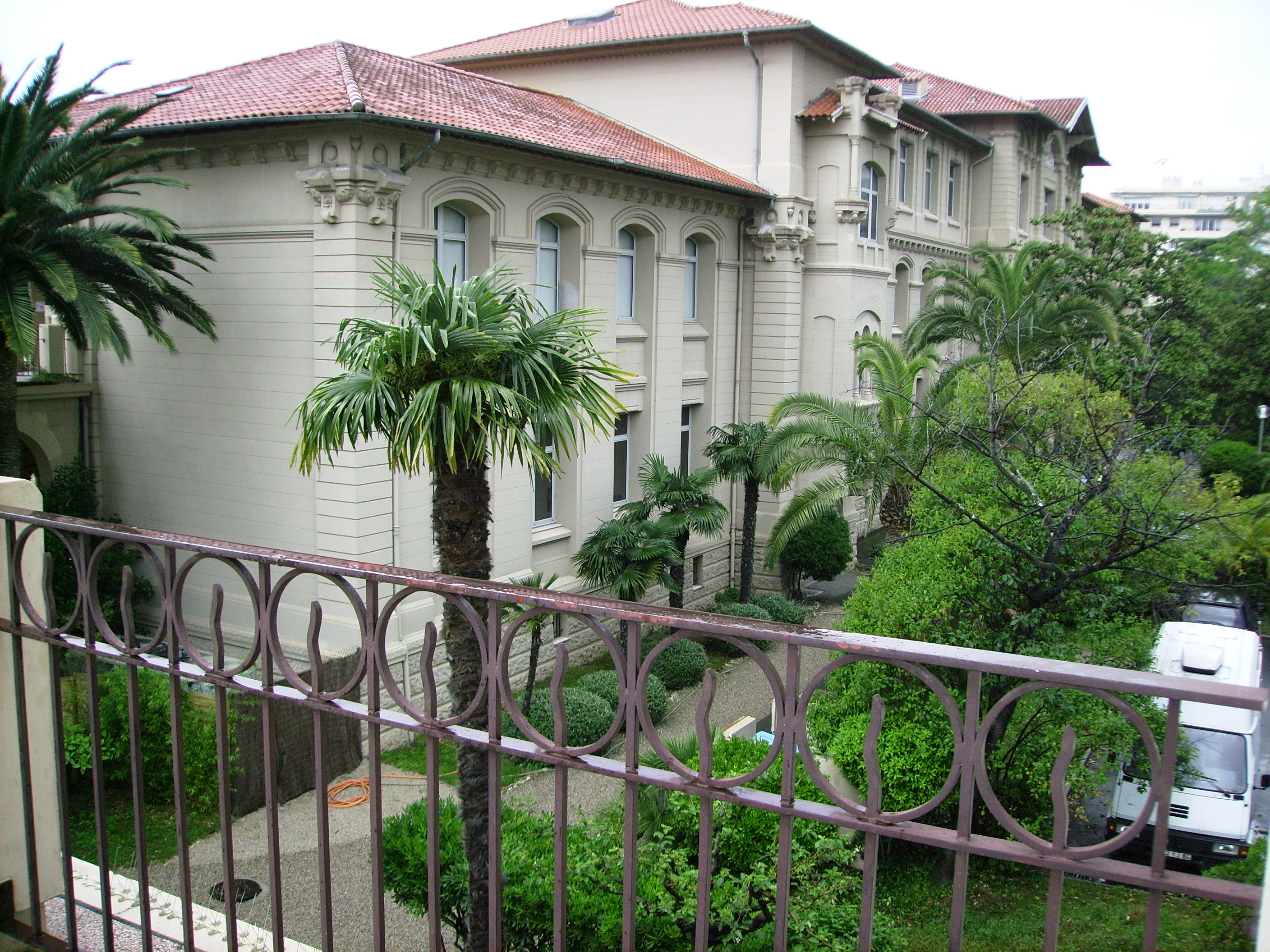
Lycée Carnot, 96 boulevard Carnot
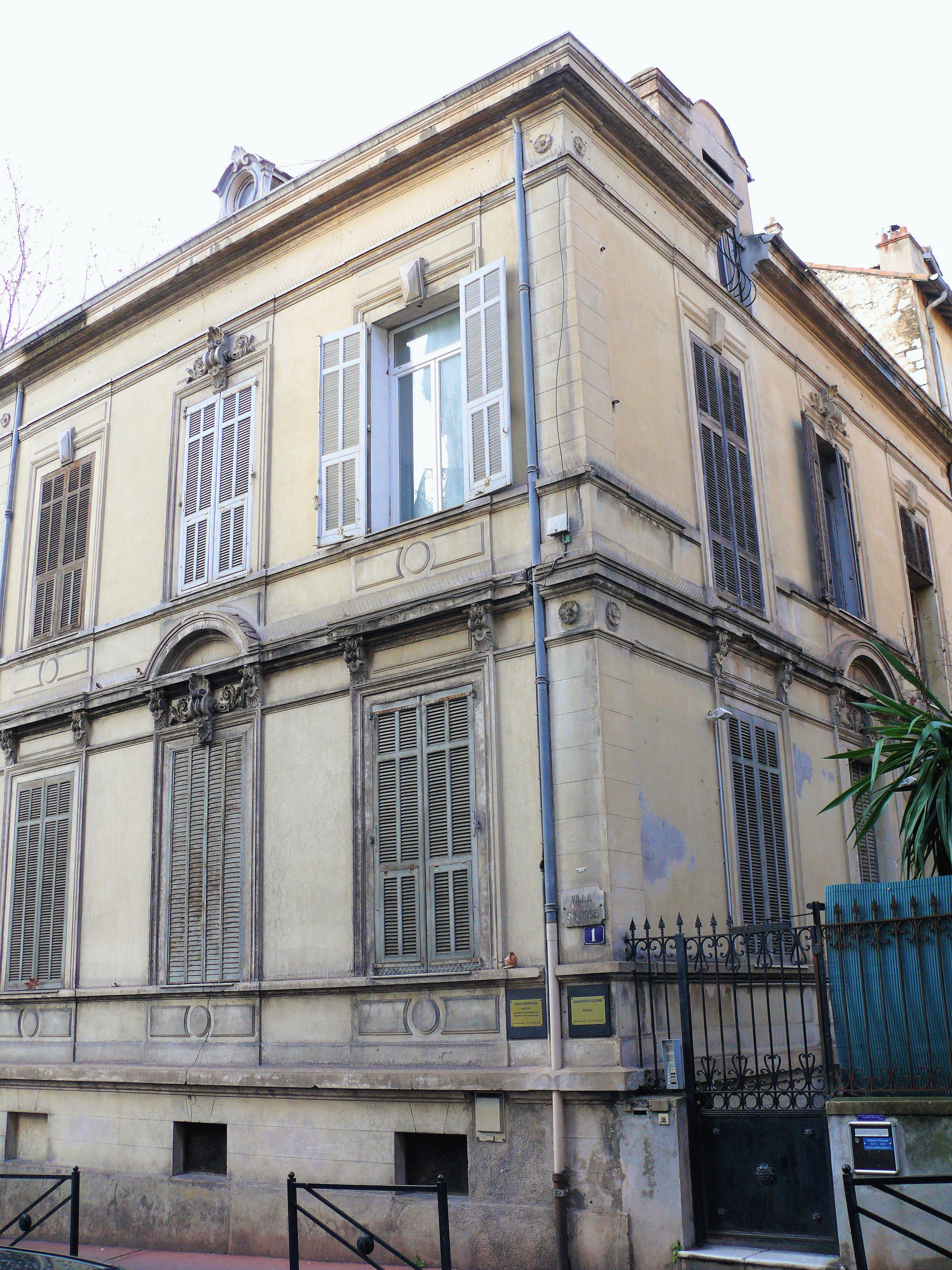
Villa Sainte-Rose, 1 rue Léon-Noël
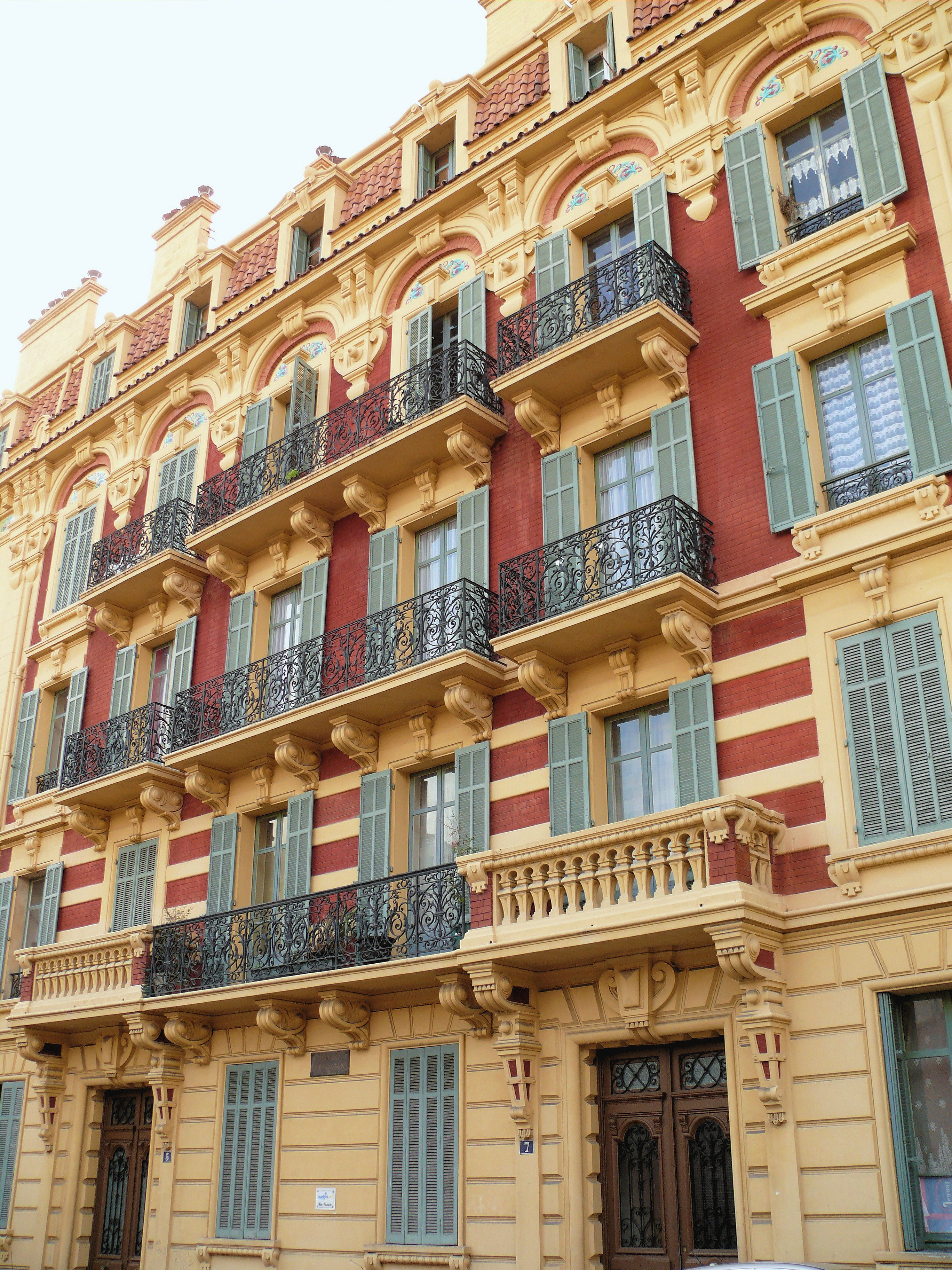
Maison Jean-Baptiste Gazan 5-7 rue André-Chaude